# Rolls-Royce Derwent

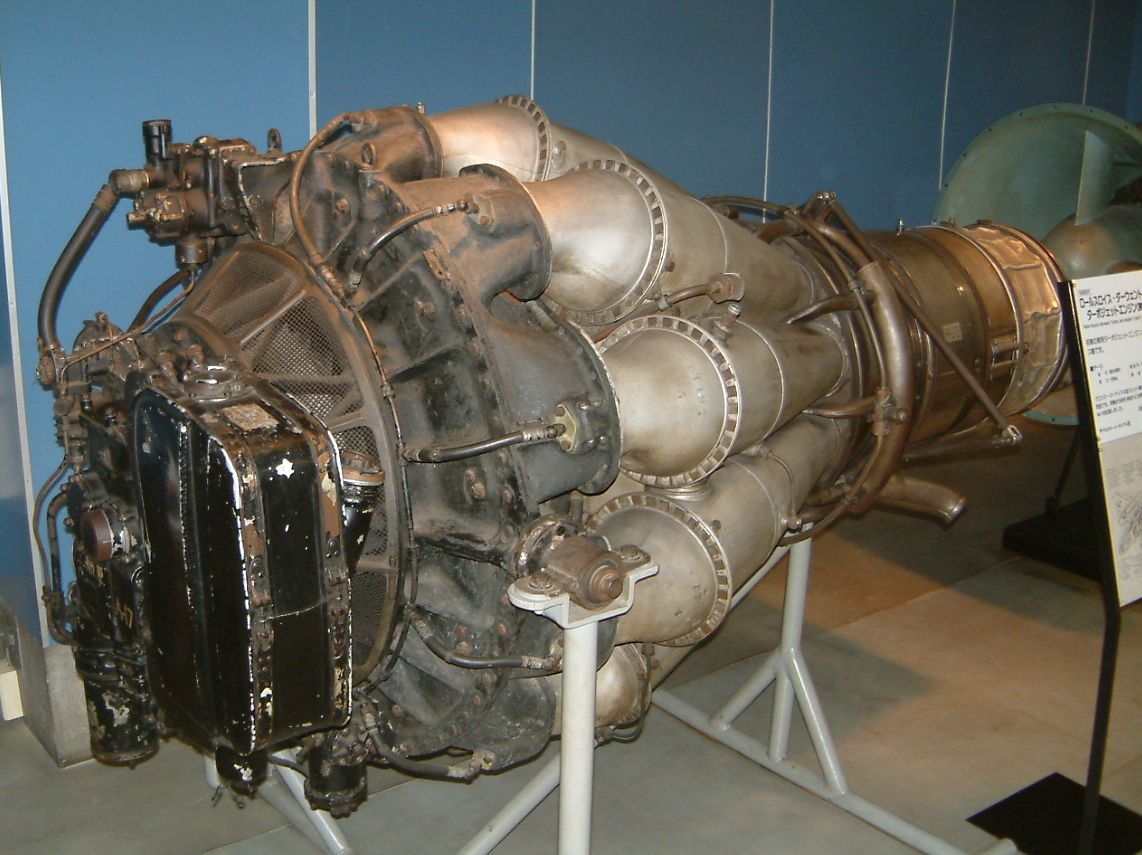
Rolls-Royce Derwent

Das Rolls-Royce Derwent war nach dem Welland das zweite in Serie produzierte Strahltriebwerk von Rolls-Royce.
Das nach dem gleichnamigen Fluss in der englischen Grafschaft Derbyshire benannte Einwellen-Triebwerk hat einen Radialverdichter, neun Brennkammern und eine Axial-Turbine. Der noch von Rover hergestellte Prototyp W.2B/26 lief im März 1942 zum ersten Mal auf dem Prüfstand. Die leistungsstärkere Serienausführung Derwent Mk.I (B.37) ging im Herbst 1943 in die Fertigung und lieferte zunächst 8,9 kN Schub, der bei dem Mk. IV auf 10,9 kN gesteigert werden konnte. Letzte Variante war das Derwent Mk.8 (RB.40) mit einem Schub von 16,0 kN bei einem Luftdurchsatz von 28,5 kg/s und einer Drehzahl von 14.700 min−1. Die Sowjetunion kaufte 45 Derwent Mk.V und baute das Triebwerk ab 1948 unter der Bezeichnung Klimow RD-500 modifiziert in den staatlichen Werken Nr. 16 in Kasan, Nr. 478 in Saporischschja und Nr. 500 in Moskau nach.
Ein mit nur sieben Brennkammern und ohne Schubdüse versehenes Derwent wurde als erstes Rolls-Royce Trent (RB.50) auch das erste Turboprop-Triebwerk der Welt: Eine zusätzliche Turbinenstufe trieb über eine zweite Welle einen fünfblättrigen Propeller an. Mit zwei Trent RB.50 absolvierte eine umgebaute Gloster Meteor am 20. September 1945 den weltweit ersten Turboprop-Flug.
Das Derwent-Triebwerk wurde bereits 1944 zum größeren Rolls-Royce Nene (RB.41) weiterentwickelt. Es kam unter anderem in folgenden Flugzeugtypen zum Einsatz:
- Gloster Meteor
- Avro 707
- Avro Canada C-102
- Jakowlew Jak-23
- Lawotschkin La-15
- Tupolew Tu-78/79[3]